# جون جريفيث
جون جريفيث (بالإنجليزية: John Griffith)‏ (و. 1848 – 1938 م) هو مهندس مدني، ومهندس، وسياسي، من جمهورية أيرلندا، توفي في دبلن، عن عمر يناهز 90 عاماً.

## مناصب
تولى منصب عضو مجلس الشيوخ من أيرلندا.